# Истины в моём сердце. Личная история
Истины в моём сердце. Личная история (англ. The Truths We Hold: An American Journey) — мемуары Камалы Харрис. Книга была впервые опубликована издательством Penguin Books 8 января 2019 года. Издание для юных читателей было опубликовано издательством Philomel Books 7 мая 2019 года.

## Содержание
Вице-президент США Камала Харрис рассказывает о своей жизни как дочери иммигрантов с Ямайки и Индии. Она родилась в Окленде, штат Калифорния, и выросла в Западном Беркли. Камала описывает район своего детства как «дружный район рабочих семей, которые были сосредоточены на том, чтобы хорошо выполнять свою работу, платить по счетам и быть рядом друг с другом».
В конечном итоге в 2004 году Харрис стала окружным прокурором Сан-Франциско. Её решение стать прокурором было принято для того, чтобы иметь возможность помогать «жертвам совершённых преступлений и жертвам неэффективной системы уголовного правосудия». Понимая эту дихотомию, Харрис называет себя прогрессивным прокурором. Она поясняет:

Необходимо понимать, что когда человек лишает другого жизни, или ребёнок подвергается насилию, или женщина подвергается насилию, виновные заслуживают сурового наказания. Это один из императивов справедливости. Но также необходимо понимать, что справедливости не хватает в системе правосудия, которая должна её гарантировать. Работа прогрессивного прокурора — обращать внимание на тех, кого игнорируют, выступать в защиту тех, чьи голоса не слышны, видеть и устранять причины преступлений, а не только их последствия, и проливать свет на неравенство и недобросовестность, которые приводят к несправедливости. Это значит признать, что не всем нужно наказание, что многим, очевидно, нужна помощь.
Оригинальный текст (англ.)It is to understand that when a person takes another’s life, or a child is molested, or a woman raped, the perpetrators deserve severe consequences. That is one imperative of justice. But it is also to understand that fairness is in short supply in a justice system that is supposed to guarantee it. The job of a progressive prosecutor is to look out for the overlooked, to speak up for those whose voices aren’t being heard, to see and address the causes of crime, not just their consequences, and to shine a light on the inequality and unfairness that lead to injustice. It is to recognize that not everyone needs punishment, that what many need, quite plainly, is help.

Книга продолжает повествование о её деятельности на посту генерального прокурора Калифорнии, о её противостоянии с коллегой-демократом Лореттой Санчес на выборах в Сенат США в 2016 году и заканчивается рассказом о её борьбе с администрацией Трампа.

## Критика
Kirkus Reviews сравнил книгу с мемуарами Барака Обамы «Мечты моего отца».
Другие современные отзывы были неоднозначными. Ханна Джорджис из The Atlantic, также сравнивая книгу с последующими мемуарами Обамы «Дерзость надежды», сказала, что Харрис не хватает литературного мастерства Обамы как в биографии, так и в политическом видении. Аналогичным образом Даниэль Курцлебен из NPR раскритиковала неуклюжую прозу и отсутствие ярких историй. Один из таких примеров: краткое упоминание Харрис о том, как ей изначально было трудно сдать экзамен на адвоката, можно было бы расширить до более интересного рассказа о настойчивости. Однако оба рецензента сошлись во мнении, что книга послужила достаточной отправной точкой для потенциальной президентской кампании. Действительно, Харрис объявила о своей президентской кампании 2020 года в конце января.
В ретроспективном обзоре Карлос Лосада из The Washington Post выразил схожие чувства, отметив при этом, что добрые слова Харрис о покойном Бо Байдене (чьё пребывание на посту генерального прокурора Делавэра совпало с пребыванием Харрис в Калифорнии) были вероятным фактором в решении Джо Байдена выбрать её в качестве своего напарника на выборах 2020 года.

## Перевод на русский язык
- Истины в моём сердце : личная история. / Пер. с англ. А. Н. Москвичевой. — М.: Эксмо, 2021. — 349 с., XXXII с. ил., цв. ил. — (Автобиография великого человека) — ISBN 978-5-04-121171-4